# Mauna
Mauna is een geslacht van vlinders van de familie spanners (Geometridae), uit de onderfamilie Ennominae.

## Soorten
- M. ardescens Prout, 1916
- M. ava Prout, 1938
- M. diasporas Prout, 1932
- M. drakensbergensis Herbulot, 1992
- M. electa Prout, 1917
- M. filia (Cramer, 1780)
- M. perquisita Prout, 1922
- M. pictifimbria Prout, 1938
- M. sematurga Prout, 1938
- M. zomba Herbulot, 1997